# The Baron (televisieserie)
The Baron is een Britse televisieserie die door ITV uitgezonden werd van 1966 tot 1967. De serie is gebaseerd op de boekenreeks van John Creasey. Er werd één seizoen van 30 afleveringen geproduceerd, met in de hoofdrol de Amerikaanse acteur Steve Forrest. In de Verenigde Staten werd de serie door ABC uitgezonden.

## Verhaal
John Mannering, een antiekhandelaar die rondrijdt in een Jensen C-V8 met gepersonaliseerde nummerplaat 'BAR 1', werkt af en toe als undercoveragent voor John Alexander Templeton-Green, het hoofd van de fictieve overheidsinstelling Special Branch Diplomatic Intelligence. Hij wordt daarin bijgestaan door Cordelia Winfield en David Marlowe.
Voor vrijwel elke opdracht begeeft Mannering zich in de wereld van kunst en antiek: hij ontmaskert sluwe verzekeringsagenten, jaagt op zeldzame kunstobjecten, helpt een vriendin die gechanteerd wordt en haar kunstcollectie moet verkopen, of probeert zelf een vervalste Renoir aan de man te brengen. Zijn opdrachten brengen hem van Londen tot achter het IJzeren Gordijn en van New York tot in de bergen van Zwitserland.

## Achtergrond
In Creasey's boekenreeks is Mannering Brits en, na de eerste paar delen, getrouwd. Voor de televisieserie maakten de producenten hem echter tot een begerenswaardige vrijgezel en lieten ze een Texaan de rol vertolken. Zijn bijnaam "The Baron" verwees dan naar de gigantische veeboerderij van zijn grootvader in plaats van naar zijn verleden.
In de romans is Mannering een voormalig juwelendief. De eerste romans volgen zijn pad van misdadiger tot respectabele burger, waarbij zijn criminele connecties hem goed van pas komen bij het oplossen van mysteries. In de televisieserie verdwijnt dat verleden volledig: hij wordt neergezet als een onberispelijke burger en hij wordt zelfs gerecruteerd door de Britse inlichtingendienst.
In de aflevering Red Horse, Red Rider wordt onthuld dat hij tijdens de Tweede Wereldoorlog kapitein was in het Amerikaanse leger, verantwoordelijk voor het terughalen van kunstwerken uit nazi-handen. Na de oorlog had hij drie exclusieve antiekzaken in Londen, Washington D.C. en Parijs en werd hij een vaste waarde in de jetset.

## Rolverdeling
| Acteur        | Personage                         |
| ------------- | --------------------------------- |
| Steve Forrest | John Mannering, alias "The Baron" |
| Sue Lloyd     | Cordelia Winfield                 |
| Colin Gordon  | John Alexander Templeton-Green    |
| Paul Ferris   | David Marlowe                     |

## Productie
Net als andere ITC-series deelde The Baron een groot deel van zijn productieteam met de andere producties uit die tijd zoals Danger Man en The Saint. Dit gold voor zowel de regie als voor de gastacteurs.
Het personage Mannering maakte, net als Simon Templar in The Saint, deel uit van de jetset. Zijn glamoureuze levensstijl werd gekenmerkt door vliegreizen naar exotische bestemmingen, wat destijds alleen toegankelijk was voor de rijken. De opnames bleven echter altijd in het Verenigd Koninkrijk.
Paul Ferris werd aanvankelijk gecast als Mannerings assistent David Marlowe. Op aandringen van de Amerikaanse zender ABC werd hij echter vervangen door de glamoureuzere Cordelia Winfield, die haar debuut maakte in de eerste aflevering. In de aflevering Something for a Rainy Day (de negende opgenomen, maar als derde uitgezonden) wordt ze opnieuw geïntroduceerd. Door de oorspronkelijke uitzendschema's liepen de 'Cordelia'- en 'Marlowe'-afleveringen door elkaar, zelfs nadat Ferris na acht afleveringen uit de serie stapte.
Net als bij andere ITC-series was de Amerikaanse markt cruciaal. Daarom werden verschillende afleveringen overgedubd (bijvoorbeeld "petrol" werd "gas", "whisky" werd "scotch") om ze geschikter te maken voor het Amerikaanse publiek.
Mannerings auto was een zilverkleurige Jensen CV-8. In tegenstelling tot de Volvo P1800 die Simon Templar bestuurde, zorgde de exclusiviteit van Jensen ervoor dat de serie niet dezelfde verkoopgroei genereerde als The Saint voor Volvo had gedaan. Cordelia reed in een aanzienlijk minder dure DAF Daffodil. De aflevering Something for a Rainy Day bevatte beelden van een witte Jaguar die van een klif stortte. Deze beelden werden herbruikt in verschillende andere afleveringen en series, wellicht in een poging de hoge prijs te compenseren.

## Afleveringen
Met het oog op de Amerikaanse markt werden alle afleveringen in kleur gefilmd. In het Verenigd Koninkrijk werden ze echter in zwart-wit uitgezonden omdat de kleurenuitzendingen op ITV pas in november 1969 begonnen.
1. Diplomatic Immunity
2. Epitaph for a Hero
3. Something for a Rainy Day
4. Red Horse, Red Rider
5. Enemy of the State
6. Masquerade (part one)
7. The Killing (part two)
8. The Persuaders
9. And Suddenly You're Dead
10. The Legions of Ammak
11. Samurai West
12. The Maze
13. Portrait of Louisa
14. There's Someone Close Behind You
15. Storm Warning (part one)
16. The Island (part two)
17. Time to Kill
18. A Memory of Evil
19. You Can't Win Them All
20. The High Terrace
21. The Seven Eyes of Night
22. Night of the Hunter
23. The Edge of Fear
24. Long Ago and Far Away
25. So Dark the Night
26. The Long, Long Day
27. Roundabout
28. The Man Outside
29. Countdown
30. Farewell to Yesterday